# Henryk Markiewicz (1906–1987)
Henryk Markiewicz (ur. 13 listopada 1906 w Skale Podolskiej, zm. 2 stycznia 1987) – inżynier, profesor Politechniki Gdańskiej, organizator i kierownik Katedry Elektrotechniki Okrętowej oraz Zakładu Elektrotechniki Morskiej.

## Życiorys
Po ukończeniu szkoły średniej, Henryk Markiewicz rozpoczął w 1925 roku studia na Wydziale Mechanicznym Politechniki Lwowskiej. Ukończył je w 1931 roku, uzyskując tytuł inżyniera elektryka. Rok później, po ukończeniu praktyk zawodowych, podjął pracę w biurze konstrukcyjnym Stoczni Modlińskiej, kierowanym przez inżyniera Aleksandra Potyrałę. Uczestniczył w pracach projektowych i wykonawczych trałowców typu Jaskółka, ORP „Nieuchwytny” i kutra pościgowego „Batory”. W 1934 roku został powołany na przeszkolenie wojskowe w Szkole Oficerów Rezerwy, które ukończył w stopniu kapitana. Następnie rozpoczął pracę jako rzeczoznawca do spraw elektrycznych w Kierownictwie Marynarki Wojennej. 
W Kierownictwie Marynarki Wojennej i, od końca 1937 roku, Komendzie Portu Wojennego w Gdyni, zajmował się między innymi sprawami związanymi z wyposażeniem elektrotechnicznym budowanych w Holandii okrętów podwodnych typu Orzeł oraz przygotowaniami do budowy w Polsce dwóch kontrtorpedowców typu Grom. Tuż przed wybuchem II wojny światowej został kierownikiem pracowni elektrycznej Biura Konstrukcyjnego Stoczni Marynarki Wojennej, kierowanego przez inż. Józefa Kaźmierczaka.
Lata okupacji spędził pracując w zakładach elektrycznych i elektrotechnicznych w Warszawie, Lwowie i Krakowie. Po wyzwoleniu powrócił na Wybrzeże, angażując się w prace Gdańskiej Dyrekcji Odbudowy. Przy jego znaczącym udziale uruchomiono komunikację trolejbusową w Gdyni. Na początku 1946 roku rozpoczął pracę jako zastępca profesora Politechniki Gdańskiej. W marcu zorganizował Katedrę Elektrotechniki Okrętowej na Wydziale Budowy Okrętów i został jej pierwszym kierownikiem. W latach 1951–1952 był prodziekanem, 1952–1953 dziekanem Wydziału Budowy Okrętów. W 1952 roku utworzył Zakład Elektrotechniki Morskiej, w którym prowadzone były prace między innymi nad konstrukcjami urządzeń trałowych i demagnetyzacyjnych dla potrzeb Marynarki Wojennej. W 1955 roku otrzymał tytuł profesora nadzwyczajnego. W 1957 roku doktoryzował się na Uniwersytecie w Rostocku.

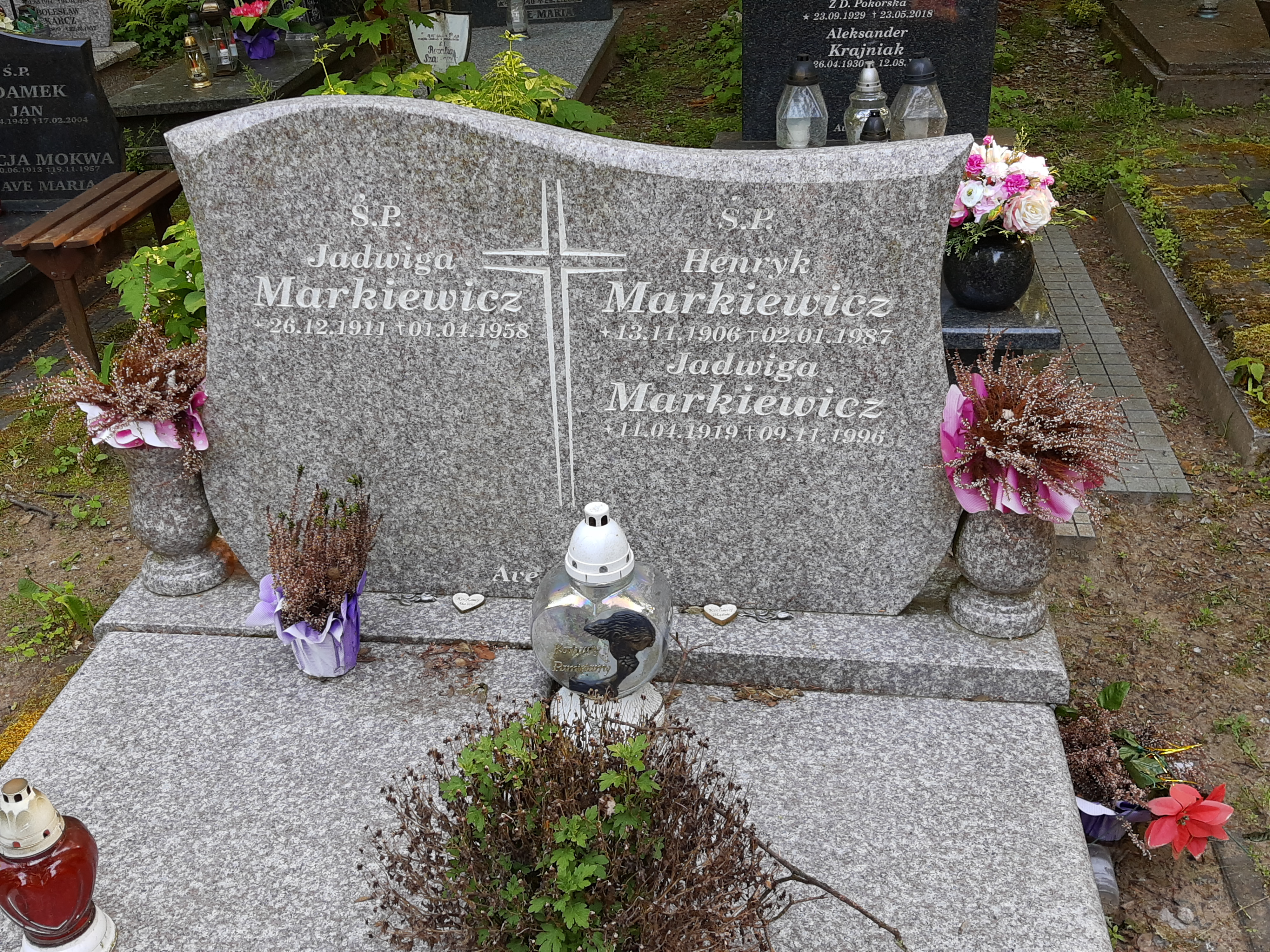
Grób Henryka Markiewicza na cmentarzu Witomińskim

W 1968 roku, po reorganizacji struktury wydziałów politechniki, powstał Instytut Elektrotechniki Morskiej i Przemysłowej, którego pierwszym dyrektorem został Henryk Markiewicz, pozostając na tym stanowisku przez cztery kolejne lata. Poza pracą na uczelni był członkiem Rady Technicznej Polskiego Rejestru Statków i Rady Naukowej Ośrodka Badawczego Marynarki Wojennej. Na emeryturę przeszedł w 1977 roku. Od dowództwa PMW otrzymał pamiątkowy kordzik oficerski. Zmarł dziesięć lat później i został pochowany na cmentarzu Witomińskim (kwatera 68-3-20_1).

## Ordery i odznaczenia
- Krzyż Kawalerski Orderu Odrodzenia Polski
- Srebrny Krzyż Zasługi (11 listopada 1936)[2]
- Złoty Medal „Za zasługi dla obronności kraju”
- Srebrny Medal „Za zasługi dla obronności kraju”
- Brązowy Medal „Za zasługi dla obronności kraju”
- Medal Komisji Edukacji Narodowej
- Odznaka tytułu honorowego „Zasłużony Nauczyciel PRL”